# Preziosissimo Sangue di Nostro Signore Gesù Cristo (titre cardinalice)
Le titre cardinalice Preziosissimo Sangue di Nostro Signore Gesù Cristo (en français : Très Précieux Sang de Notre Seigneur Jésus Christ) est érigé par le pape Benoît XVI le 24 novembre 2007 et rattaché à l'église Preziosissimo Sangue di Nostro Signore Gesù Cristo qui se trouve dans le quartier de l'Appio-Latino au sud-est de Rome.

## Liste des titulaires
| - John Njue (2007-) |